# امبر تمبلین
 آمبر تامبلین (انگلیسی: Amber Tamblyn؛ زادهٔ ۱۴ مهٔ ۱۹۸۳) یک هنرپیشه، و شاعر اهل ایالات متحده آمریکا است. وی از سال ۱۹۹۵ میلادی تاکنون مشغول فعالیت بوده‌است.
از فیلم‌ها یا برنامه‌های تلویزیونی که وی در آن نقش داشته است می‌توان به دکتر هاوس، ۱۲۷ ساعت، حلقه، جنگوی آزادشده، کینه ۲ ، روز دوست دختر ، خواهری از سفر آرزوها و خواهری از سفر آرزوها ۲ ،فراتر از یک شک معقول، اشاره کرد.